# Hornets de Montréal
Les Hornets de Montréal (en anglais, Montreal Hornets) sont une ancienne équipe de football canadien basée à Montréal au Québec (Canada). Ils ont été actifs lors de la saison 1945 en tant que membres de l'Interprovincial Rugby Football Union (IRFU). L'équipe, propriété du Montreal Rugby Football Club, succède aux Bulldogs de Montréal et est remplacée par les Alouettes de Montréal.

## Histoire
En août 1942, la Eastern Rugby Football Union, dans laquelle évoluaient les Bulldogs de Montréal, cesse ses opérations. Pour le reste de la guerre, ce sont principalement dans des équipes militaires qu'évoluent les meilleurs joueurs de football canadiens. 
Avec la fin de la guerre, le Big Four (surnom courant de l'IRFU), prévoit reprendre ses opérations à l'automne 1945, mais le Montreal Football Club, détenteur de la franchise montréalaise de la ligue, est resté inactif depuis 1942 et son président, Len Peto (en) est déménagé aux États-Unis. Les clubs successifs représentant Montréal étant depuis plusieurs années les parents pauvres de l'IRFU, un comité est formé pour tenter de redémarrer le football majeur dans la ville. En font notamment partie Billy Hughes et Fred Porter. L'entraîneur Lew Hayman (en) vient de rompre avec les Argonauts de Toronto et est intéressé à s'installer à Montréal pour diriger un nouveau club, mais décline finalement,. Une nouvelle organisation, le Montreal Rugby Football Club, est créée en juillet avec comme président John McFetrick. Celui-ci est un officier de la Marine royale canadienne, commandant le HMCS Donnacona (en), une unité de la marine dont l'équipe de football avait remporté la coupe Grey l'année précédente. Billy Hughes est annoncé comme entraîneur du nouveau club, assisté de Glen Brown. Le surnom de Hornets est choisi en août, et en septembre le club obtient de l'Université McGill l'autorisation d'utiliser le stade Percival-Molson pour ses matchs.
Les Hornets jouent leur premier mach le 29 septembre et subissent la défaite face aux Tigers de Hamilton. Ils ne remportent qu'une seule victoire durant la saison, un gain de 10-3 contre Hamilton dans lequel Al Garbarino et Doug Harvey, future vedette des Canadiens de Montréal au hockey sur glace, s'illustrent. Ils terminent cependant troisièmes sur quatre équipes, ne devançant Hamilton que grâce à la procédure de bris d'égalité. 
Après la saison, Lew Hayman revient à la charge et convainc les dirigeants montréalais de lui laisser les rênes pour bâtir une nouvelle organisation,. Ce nouveau club s'appellera les Alouettes de Montréal. Ce changement de direction entraîne effectivement la fin des Hornets.

## Résultats
|                     | Division | M.J. | Vic. | Déf. | Nuls | P.P. | P.C. | Pts | Pos. | Éliminatoires |
| Hornets de Montréal |          |      |      |      |      |      |      |     |      |               |
| 1945                | IRFU     | 6    | 1    | 5    | 0    | 32   | 113  | 0   | 3/4  | Non qualifiés |